# Yūzuki (tàu khu trục Nhật)

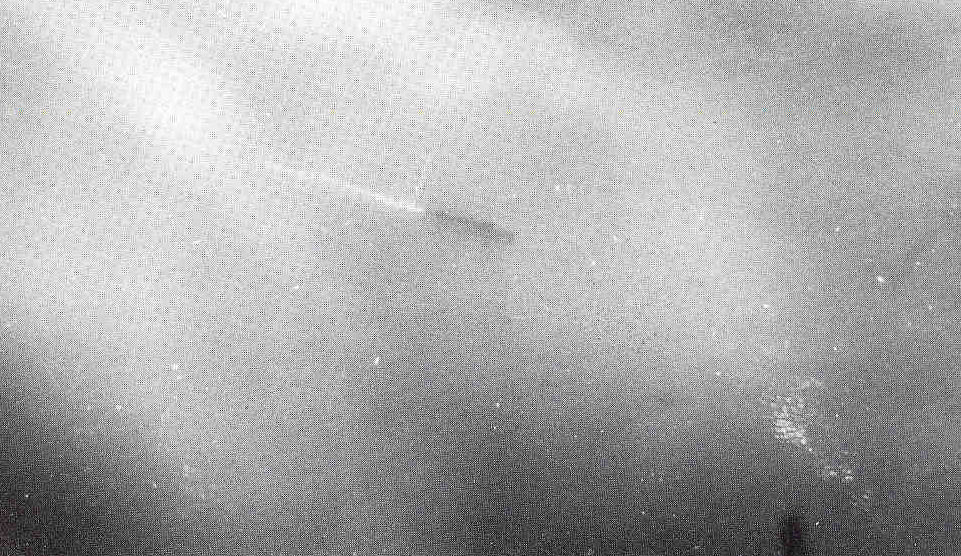
Yūzuki đang thoát ra khỏi cảng Tulagi né tránh cuộc không kích từ tàu sân bay Yorktown vào ngày 4 tháng 5 năm 1942, khi quân Nhật tấn công Tulagi

Yūzuki (tiếng Nhật: 夕月) là một tàu khu trục hạng nhất, là chiếc cuối cùng trong số mười hai chiếc thuộc lớp Mutsuki của Hải quân Đế quốc Nhật Bản được chế tạo sau Chiến tranh Thế giới thứ nhất. Được xem là tiên tiến vào lúc đó, những con tàu này đã phục vụ như những tàu khu trục hàng đầu của Nhật trong những năm 1930, nhưng được xem là đã lạc hậu vào lúc Chiến tranh Thái Bình Dương nổ ra; dù sao lớp Mutsuki vẫn được giữ lại ở tuyến đầu nhờ tầm xa hoạt động và kiểu ngư lôi mạnh mẽ mà chúng được trang bị. Yūzuki đã tham gia nhiều hoạt động trong cuộc chiến cho đến khi bị máy bay Mỹ đánh chìm ngày 23 tháng 12 năm 1944 tại phía Bắc Cebu.

## Thiết kế và chế tạo
Việc chế tạo lớp tàu khu trục Mutsuki được chấp thuận như một phần của chương trình phát triển Hải quân Đế quốc Nhật Bản sau khi Hiệp ước Hải quân Washington có hiệu lực, và chúng được đặt hàng trong năm tài chính 1923. Lớp tàu này là một phiên bản nối tiếp và cải biến dựa trên các lớp tàu khu trục lớp Minekaze và Kamikaze trước đó, vốn chia sẻ nhiều đặc tính thiết kế chung. Yūzuki được đặt lườn tại Xưởng đóng tàu Fujinagata ở Tokyo vào ngày 27 tháng 11 năm 1926, được hạ thủy vào ngày 4 tháng 3 năm 1927 và được đưa ra hoạt động vào ngày 25 tháng 7 năm 1927. Thoạt tiên chỉ được gọi đơn giản là "Tàu khu trục số 34" (第三十四号駆逐艦, Dai-34-Gō Kuchikukan), nó được đổi tên thành Yūzuki vào ngày 1 tháng 8 năm 1928.

## Lịch sử hoạt động
Vào cuối những năm 1930, Yūzuki tham gia các hoạt động trong cuộc Chiến tranh Trung-Nhật, hỗ trợ những cuộc đổ bộ lực lượng Nhật Bản lên khu vực Trung và Nam Trung Quốc và tham gia xâm chiếm Đông Dương.
Vào lúc xảy ra cuộc tấn công Trân Châu Cảng, Yūzuki nằm trong thành phần Khu trục đội 23 thuộc Hạm đội tàu sân bay thứ hai của Hạm đội Hàng không thứ nhất, và được bố trí từ Hahajima thuộc quần đảo Bonin trong thành phần của lực lượng Nhật Bản tham gia vào việc chiếm đóng Guam. Nó đi đến Truk vào đầu tháng 1 năm 1942, tham gia lực lượng tấn công lên Kavieng, New Ireland vào ngày 23 tháng 1, rồi quay trở lại Truk một tháng sau đó. Trong tháng 3, Yūzuki đã hỗ trợ vào việc đổ bộ lực lượng Nhật Bản lên khu vực phía Bắc quần đảo Solomon, Lae và quần đảo Admiralty. Nó được điều về Hạm đội 4 vào ngày 10 tháng 4.
Khi quân Nhật tấn công Tulagi vào các ngày 3-4 tháng 5 năm 1942, Yūzuki bị bắn phá trong một cuộc không kích, làm thiệt mạng 10 người bao gồm vị chỉ huy của nó, Thiếu tá Hải quân Hirota Tachibana, và làm 20 người khác bị thương. Sau khi quay trở về Xưởng hải quân Sasebo để sửa chữa vào cuối tháng 5, Yūzuki được phân về Hạm đội 4, đặt căn cứ tại Truk, và được phân công hộ tống các đoàn tàu vận tải chuyển các đội xây dựng sân bay từ Truk đến Bougainville và Guadalcanal, và tuần tra chung quanh khu vực Rabaul cho đến cuối tháng 8. Ngày 31 tháng 8, Yūzuki Giúp bảo vệ cho lực lượng chiếm đóng Nauru và đảo Ocean, và tuần tra tại khu vực Trung tâm Thái Bình Dương cho đến cuối năm.
Sau khi được bảo trì tại Sasebo trong tháng 1 năm 1943, Yūzuki tiếp tục tuần tra tại khu vực Trung tâm Thái Bình Dương cho đến tháng 11, nhiều lần đã cứu vớt thủy thủ đoàn của những tàu vận chuyển bị ngư lôi đánh chìm. Ngày 30 tháng 11, Yuzuki được phân về Hạm đội 8 và quay trở lại Rabaul vào ngày 17 tháng 2 năm 1944. Trong tháng 2, Yūzuki dẫn đầu chuyến "Tốc hành Tokyo" cuối cùng đến New Britain và cuộc triệt thoái sau cùng khỏi Rabaul. Từ cuối tháng 2 đến tháng 5, Yūzuki đặt căn cứ tại Palau và đã trợ giúp vào việc cứu vớt những người sống sót trên chiếc tàu tuần dương Yūbari bị ngư lôi đánh chìm vào ngày 27 tháng 4. Từ ngày 1 tháng 5, Yūzuki được bố trí về Hạm đội Khu vực Trung tâm Thái Bình Dương và vào ngày 18 tháng 7 trực thuộc Hạm đội Liên hợp. Trong tháng 9 và tháng 10, Yūzuki hộ tống các đoàn tàu vận tải từ chính quốc Nhật Bản đến Đài Loan, và hộ tống chiếc tàu sân bay Junyō đến Brunei và Manila. Ngày 21 tháng 11, Yūzuki được phân về Hạm đội 5.
Ngày 12 tháng 12, trong khi hộ tống một đoàn tàu vận tải chuyển binh lính từ Manila đến Ormoc, Yūzuki bị máy bay của Thủy quân lục chiến Hoa Kỳ đánh chìm cách 105 km (65 dặm) về phía Đông Bắc đảo Cebu, ở tọa độ 11°20′B 124°10′Đ / 11,333°B 124,167°Đ, khiến 20 thành viên thủy thủ đoàn thiệt mạng. 217 người sống sót được tàu khu trục Kiri cứu vớt.
Yūzuki được rút khỏi danh sách Đăng bạ Hải quân vào ngày 10 tháng 1 năm 1945.

## Danh sách thuyền trưởng
- Trung tá Shigeji Homoto (sĩ quan trang bị trưởng): 15 tháng 2 năm 1927 - 25 tháng 7 năm 1927
- Trung tá Shigeji Homoto: 25 tháng 7 năm 1927 - 10 tháng 12 năm 1928
- Trung tá Shuminobu Sakai: 10 tháng 12 năm 1928 - 30 tháng 11 năm 1929
- Thiếu tá Minoru Katsuno: 30 tháng 11 năm 1929 - 1 tháng 12 năm 1931
- Thiếu tá Nobuei Morishita: 1 tháng 12 năm 1931 - 1 tháng 11 năm 1933
- Thiếu tá Nam tước Matsuji Ijuin: 1 tháng 11 năm 1933 - 1 tháng 11 năm 1934
- Lực lượng dự bị: 1 tháng 11 năm 1934 - 31 tháng 10 năm 1935
- Thiếu tá Kiichiro Wakida: 31 tháng 10 năm 1935 - 12 tháng 11 năm 1936
- Thiếu tá Haruo Ota: 12 tháng 11 năm 1936 - 1 tháng 6 năm 1937
- Thiếu tá Isamu Fujita: 1 tháng 6 năm 1937 - 25 tháng 11 năm 1938
- Lực lượng dự bị: 25 tháng 11 năm 1938 - 15 tháng 10 năm 1940
- Thiếu tá Hajime Takeuchi: 15 tháng 10 năm 1940 - 15 tháng 9 năm 1941
- Thiếu tá Hirota Tachibana: 15 tháng 9 năm 1941 - 4 tháng 5 năm 1942; tử trận, được truy thăng Trung tá
- Không có chỉ huy: 4 tháng 5 năm 1942 - 10 tháng 5 năm 1942
- Trung tá Kokichi Mori: 10 tháng 5 năm 1942 - 10 tháng 7 năm 1942
- Đại úy Shooichi Oyomada: 10 tháng 7 năm 1942 - 20 tháng 10 năm 1943; thăng Thiếu tá 1 tháng 11 năm 1942
- Thiếu tá Shoohei Matsumoto: 20 tháng 10 năm 1943 - 12 tháng 12 năm 1944